# IPhone (1a generació)
El primer iPhone (conegut després de l'aparició de les noves versions com iPhone 2G, iPhone original, iPhone classic o iPhone 1) va ser la primera generació del dispositiu de telefonia mòbil d'Apple, llançat en exclusiva per al mercat americà l'any 2007.

## Història
L'iPhone és un telèfon intel·ligent multimèdia amb connexió a Internet, pantalla tàctil capacitiva (amb suport multitàctil) i una interfície de programari minimalista de la companyia Apple Inc.
Integra un a la pantalla tàctil amb orientacions tant vertical com horitzontal. L'iPhone disposa d'una càmera de fotos de 2 megapíxels i un reproductor de música (equivalent al de l'iPod) a més de programari per enviar i rebre missatges de text i missatges de veu. També ofereix serveis d'Internet com llegir correu electrònic, carregar pàgines web i connectivitat per Wi-Fi. La primera generació de telèfons eren GSM quatribanda amb la tecnologia EDGE, la segona generació ja incloïa UMTS amb HSDPA.
Apple va anunciar l'iPhone el 2007, després de diversos rumors i especulacions que circulaven des de feia mesos. L'iPhone es va introduir inicialment en els Estats Units el 29 de juny de 2007. Va ser nomenat «Invent de l'any» per la revista  Time  el 2009.
L'iPhone original ja no rep actualitzacions de programari d'Apple. La darrera versió del firmware oficial va ser l'OS 3.1.3.

## Cronologia dels models
Fonts: Biblioteca comunicat de premsa d'Apple